# Cholot Chaluca
Cholot Chaluca (hebrejsky חולות חלוצה, doslova Písčiny Chaluca) je zcela aridní oblast tvořená písečnými dunami v západní části Negevské pouště v Izraeli.

## Geografická poloha

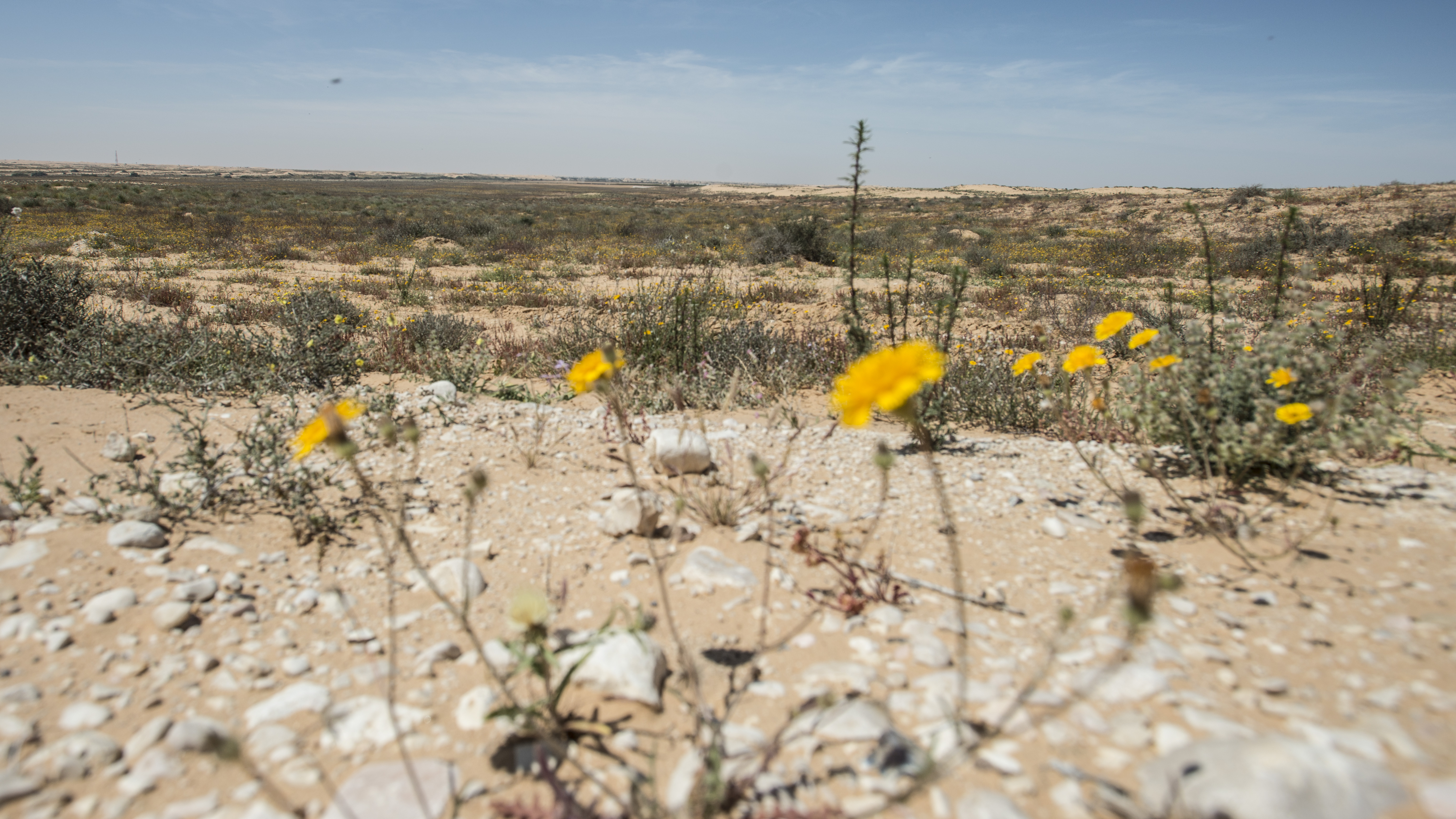
Pohled na krajinu Cholot Chaluca na jaře, poblíž vesnice Be'er Milka.

Nachází se v nadmořské výšce cca od 100 do 300 metrů. Severní hranicí oblasti je zemědělsky využívaný pás uměle zavlažované krajiny Chevel Šalom při hranicích pásma Gazy, na západě je to mezinárodní hranice mezi Izraelem a Egyptem. Na jihu sleduje okraj písčin Cholot Chaluca zhruba trasa lokální silnice 211 od hraničního přechodu Nicana ke shluku zemědělských vesnic Tlalim a Maš'abej Sade, na východě pak lokální silnice 222 vedoucí podél kibucu Revivim směrem k bloku Chevel Šalom. Terén regionu je pozvolný, na rozdíl od jižního Negevu bez větších výškových rozdílů a bez hluboce zaříznutých údolí jednotlivých vádí.

## Dějiny osidlování do 20. století

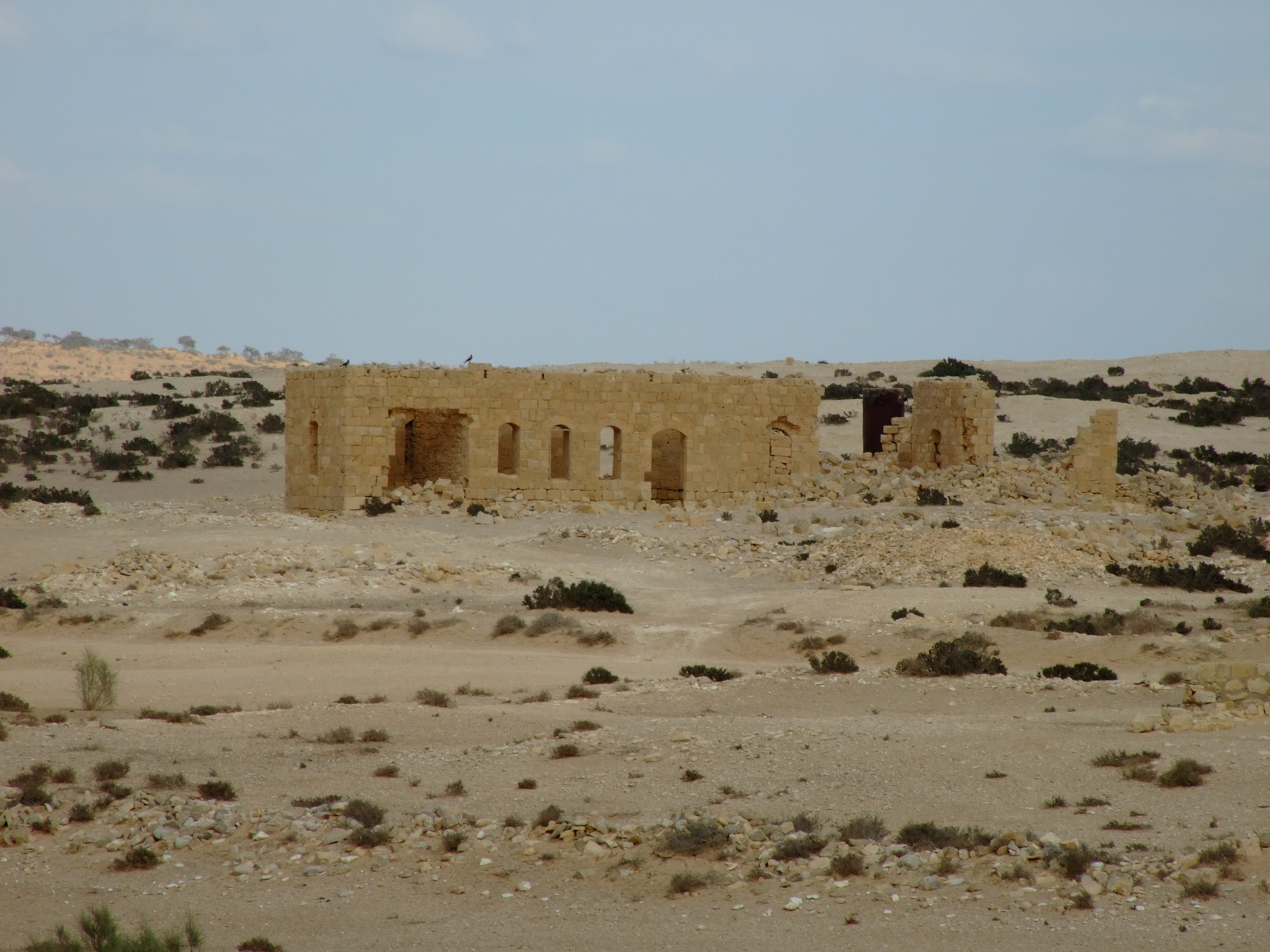
Ruiny arabské vesnice al-Chalasa poblíž starověké Chalucy

Region je pojmenován podle starověkého města Chaluca, které stávalo na východním okraji této písčité oblasti a jehož zbytky jsou zde dosud dochovány. Poblíž tohoto starověkého města byla v roce 1947 zřízena malá židovská osada zvaná Chaluca, která pak sloužila jako opěrný bod během války za nezávislost v roce 1948, kdy se ale její obyvatelé přesunuli o něco jižněji, do prostoru nynější vesnice Maš'abej Sade. Už v roce 1943 zde byl také založen kibuc Revivim. Poblíž starověké Chalucy stávala do roku 1948 malá arabská osada al-Chalasa. Stávala v ní budova základní školy zřízená roku 1941.
Výsledkem války za nezávislost bylo začlenění Cholot Chaluca do státu Izrael. Na severním okraji došlo od 50. let 20. století a zejména v 80. letech 20. století, po stažení Izraele ze Sinajského poloostrova v důsledku egyptsko-izraelské mírové smlouvy, k zbudování bloku zemědělských vesnic Chevel Šalom.

## Plán na výměnu území Cholot Chaluca s Palestinci
Po celé 20. století ale vlastní centrální oblast písčin zůstávala neobydlená. Během mírových rozhovorů v Camp Davidu v roce 2000 mezi Izraelem a Palestinci se objevil návrh, aby region Cholot Chaluca byl zčásti přičleněn k budoucímu palestinskému státu, čímž by byl kompenzován částečný zábor území Západního břehu Jordánu, kde si Izrael hodlal ponechat některé bloky židovských osad. Podobné návrhy se objevovaly již v 90. letech 20. století. Argumentováno bylo i tím, že pásmo Gazy ve svém stávajícím rozsahu je neschopno uživit rostoucí populaci a postrádá dostatečné územní rezervy. Summit roku 2000 ale neskončil dohodou. Palestinští vyjednávači navíc argumentovali tím, že pouštní krajina Cholot Chaluca není rovnocenná s navrhovaným záborem části Západního břehu Jordánu.

## Osidlování Cholot Chaluca v 21. století
Při absenci mírové dohody pak vláda Ariela Šarona v červenci 2001 schválila plán na částečné osídlení Cholot Chaluca, kde se počítalo se zřízením pěti nových vesnic včetně města Nicanit. Mělo jít o řetězec osad sledujících egyptsko-izraelskou hranici.
Po roce 2005, v důsledku realizace plánu jednostranného stažení, kdy bylo z pásma Gazy vystěhováno několik tisíc izraelských osadníků, se Cholot Chaluca stal regionem, který měl být zčásti osídlen židovskými rodinami evakuovanými z Gazy. V září 2010 zde začalo pět rodin bývalých židovských obyvatel pásma Gazy s výstavbou nové osady nazvané Nave (נווה). Slavnostního položení základního kamene se zúčastnil izraelský vicepremiér Silvan Šalom. V první fázi se na písčinách předpokládalo ubytování 200 rodin, výhledově až 1800 rodin a konečná populace regionu měla dosáhnout 150 000. Má tu stát minimálně šest nových židovských sídel. Na projektu kolonizace písčin Cholot Chaluca se podílí Židovský národní fond. Obec Nave má využívat solární energii a recyklaci vody. Počítá se s průmyslovou zónou.
V roce 2008 zde také vyrostla nová vesnice Bnej Necarim (בני נצרים) osídlená Židy evakuovanými z osady Necarim v pásmu Gazy. Je součástí Oblastní rady Eškol a charakterizována jako vesnice typu mošav. V přípravné fázi byla tehdy uváděna výstavba třetí osady zvané Šlomit (שלומית). Plánuje se v ní 1500 bytových jednotek. Ta pak byla skutečně osídlena koncem srpna 2011.